# Bathythrix sparsa
Bathythrix sparsa là một loài tò vò trong họ Ichneumonidae.